# Фикиртепе (культура)
Культура Фикиртепе — название археологической культуры эпохи неолита (по одному из районов Стамбула). По-видимому, к той же культуре относились такие известные памятники, как Джан-Хасан, Ылыпынар и Бейджесултан, а в результате миграции на запад через Босфорский пролив её отдалённым потомком стала культура Винча.
Термин «культура Фикиртепе» возник исключительно в турецкой археологической литературе. В западной и советской традиции до начала XXI века памятники данной культуры рассматривались в более широком контексте раннего керамического неолита. С XXI века термин входит в обиход англоязычной и франкоязычной археологической литературы.
Находки, связанные с данной культурой, были сделаны случайно в 1907 году в ходе сооружения железной дороги «Стамбул — Багдад». В стамбульских районах Фикиртепе и Пендик-Кайнарча были обнаружены останки жилищ данной культуры. После провозглашения Турецкой республики в этих местах неоднократно проводились раскопки.
Как показали материалы раскопок, культура возникла в эпоху неолита около 5900-5400 гг. до н. э. Скорее всего, является потомком мурейбетско-амукской культуры докерамического неолита B. Территория культуры была достаточно широка, простираясь от Фракии до Эскишехира и Коньи, о чём можно судить по находкам идентичной керамики. Предполагается, что эпицентр культуры находился в Центральной Анатолии.
Дома культуры Фикиртепе — как круглые, так и прямоугольные. Каркас составляли деревянные шесты, основу дома составляли сухие ветки или тростник, а пол покрывался глиной.
Среди находок — режущие, колющие орудия, скребки, зернотёрки, молоты, ступы. Орудия из костей диких животных (в частности, из оленьего рога) указывают на то, что наряду с земледелием была широко распространена охота. Обнаружены статуэтки Богини-матери.